# Computer 2000
Die Computer 2000 AG war von 1983 bis zur Fusion mit Tech Data im Jahr 1998 Europas führender Anbieter von IT-Produkten für Wiederverkäufer.

## Geschichte
Das Unternehmen wurde 1983 von dem deutschen Unternehmer Axel Schultze gegründet. Das Unternehmen hatte 1984 einen Umsatz von 2,5 Millionen US-Dollar und expandierte von Deutschland aus in andere europäische Länder, indem es Tochtergesellschaften gründete und lokale Distributoren erwarb. In den frühen 1990er Jahren expandierte Computer 2000 nach Lateinamerika, in den Nahen Osten und nach Afrika. Innerhalb von 15 Jahren wuchs das Unternehmen auf 2.500 Mitarbeiter und einen Umsatz von rund 5 Milliarden US-Dollar an, bevor es im Juli 1998 mit der US-amerikanischen Firma Tech Data fusionierte.